# 서울북부지방검찰청
서울북부지방검찰청(서울北部地方檢察廳)은 서울북부지방법원에 대응하여 항소사건에 대한 소송 유지 및 항고사건 처리와 행정소송을 비롯해 국가를 당사자로 하는 소송사건을 수행하고 진행을 돕기 위하여 설립된 대한민국 검찰청 서울고등검찰청 소속기관으로 서울북부지방검찰청 검사장은 차관급 예우를 받는다. 서울특별시 도봉구 마들로 747에 위치하고 있다.

## 연혁
- 1974년 9월 1일 서울지방검찰청 성북지청 개청
  - 조직: 지청장, 검사, 서무과, 사건과, 수사과
- 1978년 4월 27일 집행과 신설
- 1981년 2월 1일 서울지방검찰청 북부지청으로 개칭
- 1981년 4월 13일 차장검사, 사무국 신설하여 사무국 소속으로 서무과, 사건과, 집행과, 수사과
- 1986년 10월 11일 사무국 소속의 수사과를 특별수사부로 이관, 특별수사부 소속에 공안과 신설
- 1991년 8월 1일 형사 제3부 신설
- 1996년 1월 1일 특별수사부를 형사 제4부로 명칭 변경, 수사과는 형사 제1부 소속의 조사과, 공안과는 형사 제4부 소속으로 개편
- 1997년 3월 1일 형사 제5부 신설
- 1999년 3월 1일 형사 제6대 신설
- 2001년 5월 1일 서무과를 총무과로 개칭
- 2004년 2월 1일 서울북부지방검찰청으로 승격
- 2004년 6월 14일 전문부 신설
- 2004년 10월 1일 사건과 소속으로 피해자 지원실 신설
- 2005년 2월 1일 형사1부에 조사과. 사무국 소속에 공판과 신설, 공안과는 공안업무지원팀으로 개칭하여 수사과 소속으로 개편
  - 검사장, 차장검사(1명). 부장검사(6명), 1사무국 6과 구성
- 2008년 3월 20일 공판송무부 신설
- 2009년 12월 31일 공판부 직제화, 공판과는 공판부 소속으로 개편
- 2010년 7월 19일 지하1층 지상13층, 숙소동 지상5층 서울시 도봉구 마들로 청사 이전
- 2017년 8월 17일 중요경제범죄조사단 신설
- 2018년 2월 5일 여성아동범죄조사부 신설
- 2018년 7월 19일 인권감독관 신설

## 관할 구역
- 서울특별시
  - 6개구: 동대문구, 중랑구, 노원구, 강북구, 도봉구, 성북구

## 조직

### 지방검찰청장

#### 차장검사

##### 형사 제1부
- 조사과

##### 형사 제5부
- 수사과

##### 공판부
- 공판과

##### 사무국
- 총무과
- 사건과
  - 종합민원실
- 집행과

## 역대 검사장

### 서울지방검찰청 성북지청장
- 제1대 권중희 1974년 9월 1일 ~ 1976년 2월 23일
- 제2대 배명인 1976년 3월 1일 ~ 1978년 2월 10일
- 제3대 김세권 1978년 2월 11일 ~ 1980년 6월 8일
- 제4대 전재휴 1980년 6월 12일 ~ 1980년 7월 9일
- 제5대 이준승 1980년 8월 7일 ~ 1981년 4월 26일

### 서울지방검찰청 북부지청장
- 제6대 김종건 1981년 4월 27일 ~ 1981년 12월 16일
- 제7대 김진석 1981년 12월 17일 ~ 1983년 7월 25일
- 제8대 남학우 1983년 8월 17일 ~ 1985년 3월 11일
- 제9대 명완식 1985년 3월 12일 ~ 1986년 5월 2일
- 제10대 성민경 1986년 5월 6일 ~ 1987년 6월 14일
- 제11대 이원섭 1987년 6월 15일 ~ 1988년 8월 31일
- 제12대 김규한 1988년 9월 1일 ~ 1989년 8월 31일
- 제13대 신상두 1989년 9월 1일 ~ 1990년 11월 4일
- 제14대 신창언 1990년 11월 5일 ~ 1991년 7월 31일
- 제15대 심상명 1991년 8월 1일 ~ 1992년 7월 28일
- 제16대 공영규 1992년 8월 6일 ~ 1993년 3월 16일
- 제17대 최경원 1993년 3월 23일 ~ 1993년 9월 2일
- 제18대 송인준 1993년 9월 24일 ~ 1994녀 9월 15일
- 제19대 김영철 1994년 9월 16일 ~ 1995년 9월 26일
- 제20대 채방은 1995년 9월 27일 ~ 1997년 8월 26일
- 제21대 명로승 1997년 8월 27일 ~ 1998년 3월 22일
- 제22대 김진환 1998년 3월 31일 ~ 1999년 2월 28일
- 제23대 유창종 1999년 3월 1일 ~ 1999년 6월 8일
- 제24대 윤종남 1999년 6월 17일 ~ 2000년 7월 14일
- 제25대 임양운 2000년 7월 26일 ~ 2001년 5월 30일
- 제26대 홍경식 2001년 6월 14일 ~ 2002년 2월 7일
- 제27대 임채진 2002년 2월 18일 ~ 2003년 3월 12일
- 제28대 명동성 2003년 4월 1일 ~ 2004년 1월 31일

### 서울북부지방검찰청 검사장
- 제1대 권재진 2004년 2월 1일 ~ 2004년 5월 31일
- 제2대 채수철 2004년 6월 1일 ~ 2005년 4월 4일
- 제3대 정진호 2005년 4월 8일 ~ 2006년 2월 5일
- 제4대 강충식 2006년 2월 6일 ~ 2007년 2월 28일
- 제5대 안종택 2007년 3월 5일 ~ 2008년 2월 29일
- 제6대 박상옥 2008년 3월 11일 ~ 2009년 1월 15일
- 제7대 조근호 2009년 1월 19일 ~ 2009년 8월 11일
- 제8대 김진태 2009년 8월 12일 ~ 2010년 7월 14일
- 제9대 이창세 2010년 7월 15일 ~ 2011년 8월 21일
- 제10대 이득홍 2011년 8월 22일 ~ 2012년 7월 17일
- 제11대 임권수 2012년 7월 18일 ~ 2013년 4월 9일
- 제12대 백종수 2013년 4월 10일 ~ 2013년 12월
- 제13대 김해수 2013년 12월 ~ 2015년 2월 10일
- 제14대 이창재 2015년 2월 11일 ~ 2015년 12월 23일
- 제15대 김오수 2015년 12월 24일 ~ 2017년 7월 31일
- 제16대 안상돈 2017년 8월 1일 ~ 2018년 6월 21일
- 제17대 김영대 2018년 6월 22일 ~ 2019년 7월 30일
- 제18대 오인서 2019년 7월 31일 ~ 2020년 1월 12일
- 제19대 김후곤 2020년 1월 13일 ~ 2021년 6월 10일
- 제20대 배용원 2021년 6월 11일 ~ 2022년 6월 26일
- 제21대 정영학 2022년 6월 27일 ~ 2023년 9월 6일
- 제22대 이진수 2023년 9월 7일 ~ 2024년 5월 15일
- 제23대 정진우 2024년 5월 16일 ~ 2025년 7월 4일
- 직무대리 김영철 2025년 7월 4일 ~ 2025년 7월 29일
- 제24대 박현준 2025년 7월 29일 ~